# إدغار دوسن
إدغار دوسن (بالإنجليزية: Edgar Dawson)‏ هو لاعب دوري الرغبي بريطاني، ولد في 10 أكتوبر 1931 في Great Ouseburn ‏ في المملكة المتحدة، وتوفي في 28 يونيو 2015 في York Hospital ‏ في المملكة المتحدة.